# Patricia Berjak
Pour les articles homonymes, voir Berjak (homonymie).
Patricia Berjak FRSSAf (29 décembre 1939 – 21 janvier 2015) est une botaniste sud-africaine connue pour ses travaux sur la biologie des graines, en particulier les semence récalcitrantes,,.

## Biographie
Elle est professeur durant 48 ans à l'université du KwaZulu-Natal (UKZN). Elle a obtenu un B. Sc. en biochimie à l'université du Witwatersrand (1962), puis est allée à l'université de Natal (maintenant UKZN), où elle obtient un M. Sc. en physiologie et biochimie des mammifères (1966) puis un Doctorat en biologie de la graine (1969).

## Prix et distinctions
Elle est membre de l'Académie des sciences d'Afrique du Sud et Fellow de l'Université de Natal, de la Société royale d'Afrique du Sud et de l'Académie des Sciences du Tiers-Monde. Elle a reçu l'Ordre de Mapungubwe (Argent) en 2006.